# Huuhinsaari (ö i Päijänne-Tavastland)
Huuhinsaari är en ö i Finland. Den ligger i sjön Päijänne och i kommunen Asikkala i den ekonomiska regionen  Lahtis ekonomiska region  och landskapet Päijänne-Tavastland, i den södra delen av landet, 120 km norr om huvudstaden Helsingfors. Öns area är 3,2 hektar och dess största längd är 430 meter i sydväst-nordöstlig riktning.